# Rio del Ponte Piccolo (Veneția)

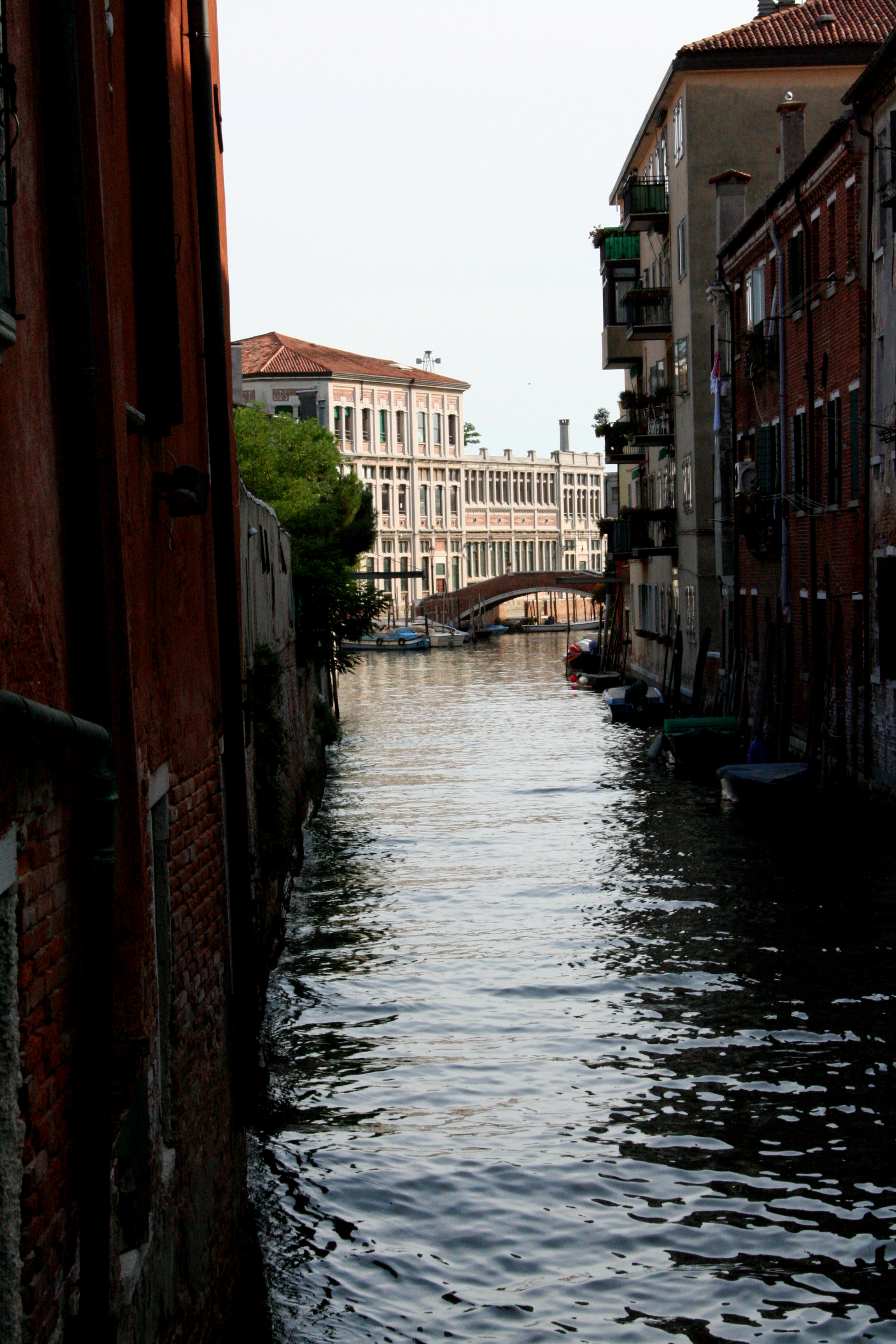
Rio del Ponte Piccolo şi ponte de le Scuole

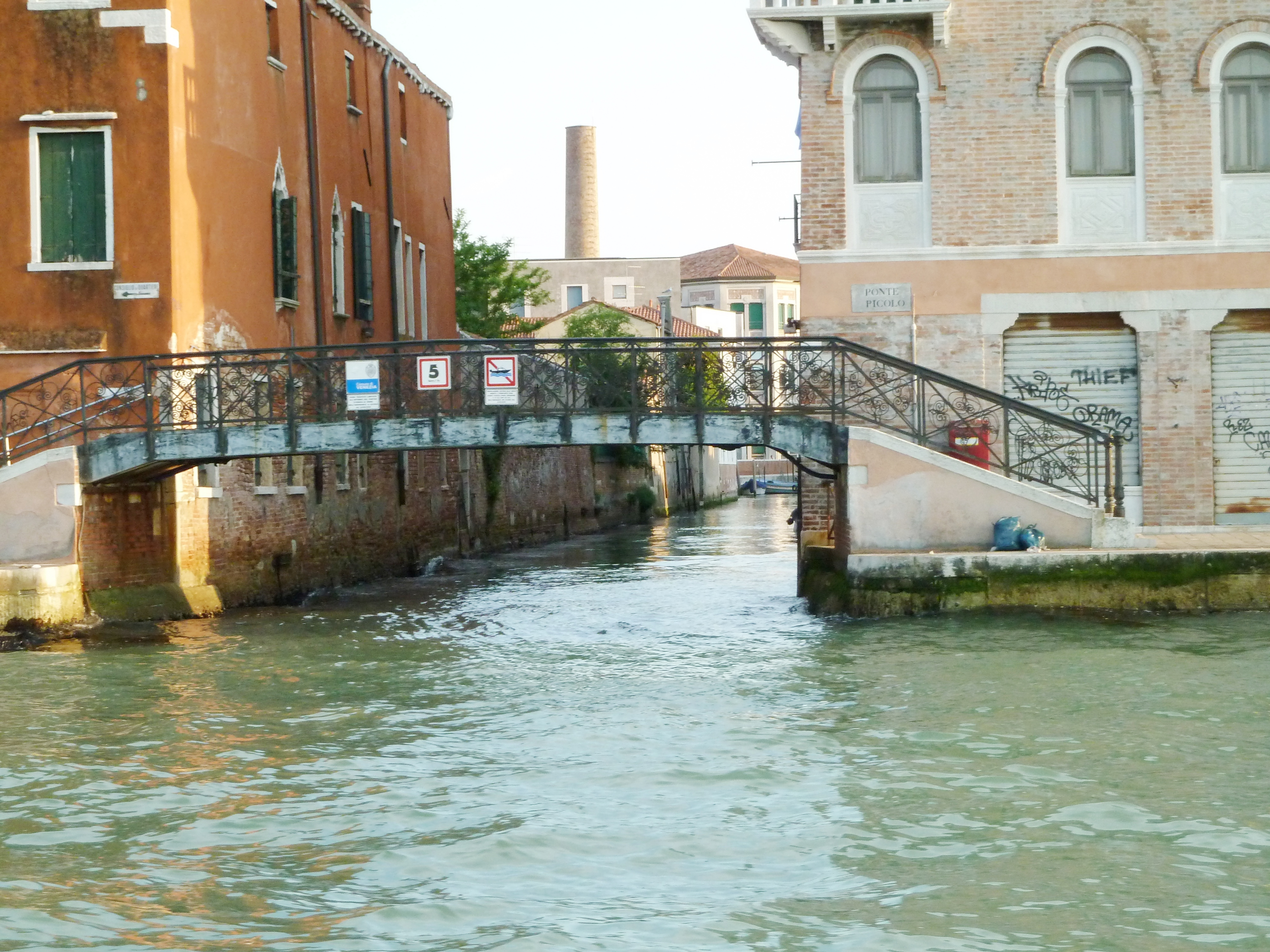
Ponte piccolo

Rio del Ponte Piccolo (canalul Podului Mic) este un canal din Veneția, pe insula Giudecca din sestiere Dorsoduro.

## Descriere
Rio del Ponte Piccolo are o lungime de aproximativ 350 de metri. El traversează Giudecca de la nord la sud și se varsă în Canalul Giudecca.

## Localizare
Pe malul acestui canal se află:
- Fondamenta delle Scuole.

## Poduri
Acest canal este traversat de două poduri (de la nord la sud):
- ponte Piccolo care unește fondamenta omonimă cu Fondamenta Santa Eufemia ;
- Ponte de le Scuole care leagă fondamenta omonimă de corte Grande.